# Ивановское (Зеленодольский район)
Ивановское (тат. Ивановское) — деревня в Зеленодольском районе Республики Татарстан России. Входит в состав Большеключинского сельского поселения.

## География
Деревня находится в западной части Татарстана, в зоне хвойно-широколиственных лесов, на берегах реки Сумки, на расстоянии примерно 20 километров (по прямой) к северо-востоку от города Зеленодольска, административного центра района. Абсолютная высота — 86 метров над уровнем моря.

### Климат
Климат характеризуются как умеренно континентальный, с умеренно холодной продолжительной зимой и тёплым летом. Среднегодовая температура воздуха составляет 4,1 °С. Средняя температура воздуха самого холодного месяца (января) — −10,8 °C (абсолютный минимум — −47 °C); самого тёплого месяца (июля) — 19,6 °C (абсолютный максимум — 38 °C). Безморозный период длится 142 дня. Среднегодовое количество атмосферных осадков составляет 477 мм, из которых около 330 мм выпадает в период с апреля по октябрь. Снежный покров держится в течение 150 дней.

### Часовой пояс
Деревня Ивановское, как и весь Татарстан, находится в часовой зоне МСК (московское время). Смещение применяемого времени относительно UTC составляет +3:00.

## Население
Население деревни Ивановское в 2013 году составляло 146 человек.
В 2022 население составило 140 человек.

### Национальный состав
Согласно результатам переписи 2002 года, в национальной структуре населения татары составляли 58 % из 119 чел., русские — 38 %.